# La Doña (telenovela, 2016)
 (octobre 2020).
- Si vous ne connaissez pas le sujet, laissez ce bandeau (vous pouvez alors contacter les auteurs).
- Si vous supprimez le contenu mis en cause (vous pouvez préalablement contacter les auteurs),

argumentez précisément cette suppression dans la page de discussion
(un manque de référence n'est pas un argument ; une recherche réelle de référence doit avoir été effectuée, être formellement documentée).
 (avril 2020).
Si vous disposez d'ouvrages ou d'articles de référence ou si vous connaissez des sites web de qualité traitant du thème abordé ici, merci de compléter l'article en donnant les références utiles à sa vérifiabilité et en les liant à la section « Notes et références ».
Pour les articles homonymes, voir La doña.
La Doña est une telenovela américano-mexicaine.
La première saison est diffusée entre le 29 novembre 2016 et le 1er mai 2017 sur Telemundo.
La deuxième saison est diffusée entre le 13 janvier 2020 et le 27 avril 2020 sur Telemundo.
La série est basée sur le roman vénézuélien Doña Bárbara écrit par Rómulo Gallegos en 1929. Le titre initialement prévu était Doña Bárbara, mais a été changé en La Doña pour se démarquer d'adaptations antérieures du roman, l'intrigue de la série s’avérant très différente, notamment de celle de la telenovela 2008 : La Doña se veut une version modernisée du matériel d'origine.
La première saison est diffusée sur le réseau Outre-Mer 1re entre le 12 juin 2017 et le 24 novembre 2017 puis sur France Ô entre le 7 novembre 2017 et le 1er janvier 2018 et diffusée sur Novelas TV entre le 6 avril 2018 et le 20 septembre 2018. Elle est aussi diffusée sur Telemundo Africa dès le 21 octobre 2018.
La deuxième saison est diffusée sur Novelas TV entre le 23 juillet 2020 et le 11 novembre 2020.
La saison 2 met en vedette les acteurs Aracely Arámbula, Carlos Ponce, David Zepeda et Danna Paola, avec les acteurs secondaires Andrea Martí, Diego Soldano, Maricela González, Aquiles Cervantes, Patricia Reyes Spíndola, Eric del Castillo et bien d'autres. L'acteur David Chocarro (protagoniste masculin de la saison 1), quitte la telenovela par la suite car il est déjà occupé avec d'autres projets.
La saison 2 sera diffusée en Anglais à partir du 22 Juin 2020 sur Telemundo Africa et en Français le 23 Juillet 2020 sur la chaine panafricaine Novelas TV.
La série est également disponible sur 6play en 2023-2024.

## Synopsis

### Saison 1 (2016-2017)
La Doña est une histoire de vengeance et d'ambition, de séduction et de trahison, qui tourne autour d'une femme offensée du nom d'Altagracia Sandoval, victime de violence avec un triste passé. Lorsqu'elle et sa sœur Regina étaient adolescentes, leurs parents et son petit ami ont été assassinés. Altagracia a été violée pour permettre à sa sœur d'échapper à un groupe de malfrats appelés « les Monkeys ». Elle a donné naissance à une fille, Mónica Hernández, qu'elle ne pouvait pas élever car elle représentait la mémoire vivante de sa pire expérience. Le sort les lie quand elles tombent amoureuses du même homme, Saúl Aguirre, un avocat spécialisé dans la défense des femmes battues et de leurs causes. Trois mondes se réuniront dans un affrontement de la raison, du ressentiment et de l'amour.
Altagracia représente les centaines de milliers de femmes mexicaines qui ont été victimes de la violence des hommes sans visage, protégés par l'impunité. Mais Altagracia, connue sous le nom de « La Doña », se transforme en une femme impitoyable et sans répit, vicieuse et dévoreuse d'hommes. Elle a une forte volonté de faire payer chacun de ces hommes par son propre combat qui doit mener à la justice. Pour ce faire, Altagracia usera de l'aide de Braulio Padilla et de Matamoros, ses hommes de mains les plus proches.

### Saison 2 (2020)
À la fin de la saison précédente, Altagracia Sandoval a décidé de fuir du Mexique  pour commencer une nouvelle vie après que sa fille Mónica Hernández a épousé Saúl Aguirre. Deux ans plus tard, Mónica et Saúl Aguirre sont toujours ensemble et à la tête de la Fondation Renacer avec l'aide de Regina ils se  battent pour éradiquer la violence. Ce n'est pas du goût des responsables des crimes, dont Los Arcoiris, un gang connu pour avoir tué des femmes après les avoir torturées avec des balles de peinture. Saúl devient ainsi victime en disparaissant mystérieusement. Préoccupée par la sécurité de sa fille, La Doña prend la décision de retourner au Mexique pour la chercher sans se soucier de devoir faire face à la justice et de rencontrer José Luis Navarrete, un homme d'affaires avec lequel elle a de nombreux problèmes en suspens.
Tout devient encore plus dangereux lorsque Mónica disparaît également et l'agent León Contreras lie ce fait avec le groupe Los Arcoiris. Altagracia, cependant, résiste à croire cela et soupçonne ses ennemis. Altagracia n'est pas la seule à se battre pour la justice. Elle sera également accompagnée de Noelia Molina, une jeune femme d'origine modeste qui cherche également ses propres coupables pour blâmer la mort de sa sœur. Les deux, avec León, formeront une équipe avec un objectif commun : venger la mort et l'agression de leurs proches.

## Distribution
Saison 1
- Aracely Arámbula (VF : Jade Hor) : Altagracia Sandoval Ramos « La Doña »
- David Chocarro (VF : Mickaël Lancri) : Saúl Aguirre †
- Danna Paola (VF : Sophie Ostria) : Mónica Hernández Sandoval †
- Andrea Martí (VF : Stéphanie Toraille) : Regina Sandoval Ramos
- Michelle Olvera (VF : Amélie Gilman) : Isabela Sandoval †
- Rebecca Jones (VF : Claire Darnel) : Yesenia Sandoval †
- Odiseo Bichir (VF : Jean-Bernard Réby) : Lázaro Hernández †
- Rafael Sánchez-Navarro (VF : Emmanuel Martin) : Jaime Aguirre †
- Gabriela Roel (VF : Suki Fe) : Azucena de Aguirre †
- Carlos Torres (VF : Jean-Didier Aïssy) : Felipe Valenzuela †
- Diego Soldano : Daniel Llamas
- Juan Ríos (VF : Philippe Mijon) : Rafael Cabral †
- José María Galeano (VF : Vincent Vilai) : Braulio Padilla
- María del Carmen Félix (VF : Karine Stengel) : Leticia de Cabral
- Daniela Bascopé (VF : Noelle Bullrich) : Valeria Puertas de Padilla
- Mauricio Isaac (VF : Olivier Valiente) : Justino López « Lopecito »
- Bárbara Méndez : Elena López †
- Fátima Molina (VF : Fanny Gatibelza) : Lidia Corona
- Vanesa Restrepo (VF : Héloïse Chettle) : Ximena Urdaneta †
- Juan Carlos Remolina (VF : Alexis Poutrel) : Miguel Preciado †
- Manuel Blejerman : le colonel Alejandro Céspedes †
- Mayra Sierra (VF : Marie Berton) : Karen Velarde
- Simone Victoria (VF : Caroline Lemaire) : Magdalena Sánchez
- Gavo Figueira (VF : Adrien Solis) : Jorge Moya
- Roberto Quijano (VF : Tangi Colombel) : Gabino Domínguez †
- Claudio Roca (VF : Michel Barrio) : Adolfo Mendoza
- Aquiles Cervantes (VF : Christophe Petit) : Matamoros
- René García (VF : Michael Rudy) : Guillermo Contreras †
- Leo Deluglio (VF : Eric Da Silva) : Diego Padilla Puertas
- Gisselle Kuri (VF : Romane Vallée) : Margarita Vásquez
- Gonzalo Guzmán : Marcos Beltrán
- Esteban Soberanes : Francisco Vega †
- Neny Lacayo : Amalia Vega
- Mauro Sánchez Navarro : Manuel Borges
- Alejandro de la Rosa : Raúl Ibarra
- Fidel Garriaga Jr. : Julián Paniagua
- Alberto Pavón : "Amant d'Altagracia"
- Claudette Maillé : "Camarade de cellule de Mónica"
- Geraldine Zinat : Mère d'Altagracia et Regina Sandoval †
- Fabián Peña : Père d'Altagracia et Regina Sandoval †
- Paulina Matos : Altagracia Sandoval (Jeune)
- Estefania Coppola : Regina Sandoval (Jeune)
- Lion Bagnis (VF : Eric Da Silva) : César Otero †
- Raquel Adriana Loza : Rosalba

Saison 2
- Aracely Arámbula (VF : Jade Hor) : Altagracia Sandoval Ramos « La Doña »
- Danna Paola (VF : Sophie Ostria) : Mónica Hernández Sandoval  †
- Carlos Ponce (VF : Michael Rudy) : León Contreras
- David Zepeda (VF : Guy Vercourt) : José Luis Navarette
- Andrea Martí (VF : Noelle Bullrich) : Regina Sandoval Ramos
- Paola Albo (VF : Amélie Gilman) : Isabela Sandoval #2 †
- Kika Edgar (VF : Heloise Chettle) : Romelia Vega
- Maricela González (VF : Faye Hadley) : Eunice Lara « La Felina »
- Eric del Castillo (VF : Jean Georges) : Chef Ricardo Vidal
- Paola Fernández (VF : Romane Vallée) : Noelia Molina
- Diego Soldano (VF : Xavier Masson) : Daniel Llamas
- José María Galeano (VF : Alexis Poutrel) : Braulio Padilla †
- Mayra Sierra (VF : Marie Berton) : Karen Velarde
- Simone Victoria (VF : Caroline Lemaire) : Magdalena Sánchez
- Claudio Roca (VF : Laurent Gérald) : Adolfo Mendoza
- Aquiles Cervantes (VF : Christophe Petit) : Matamoros †
- Leo Deluglio (VF : Eric Da Silva) : Diego Padilla Puertas †
- Patricia Reyes Spíndola (VF : Claire Darnel) : Florencia Molina
- Alejandra Barros (VF : Karine Stengel) : Eleonora Navarrete †
- José Sefami (VF : Emmanuel Martin) : Alfonso Cabral "Père de Rafael Cabral et Grand-Père d'Emiliano Cabral" †
- Fernanda Borches (VF : Adèle Portal) : Fátima
- Luis Xavier (VF : Stéphane Guinon) : Manuel Padilla †
- Alexa Martín (VF : Sandrine Benitez) : Fernanda Céspedes "Fille d'Alejandro Céspedes" †
- Alberto Casanova (VF : Thomas Merrenier) : Mauricio Preciado "Frère de Miguel Preciado" †
- Bernardo Flores (VF : Gianni Darezki) : Lucho Navarrete †
- Agustín Argüello (VF : Michael Barrio) : Eduardo Pérez †
- Salvador Petrola : Urdaneta
- Carolina Contreras (VF : Magali Mestre) : Sara Valdez
- Alejandro Faugier (VF : Thierry Debrune) : Estrada
- Israel Salmer : Genaro
- Guillermo Proal : Romero
- Elsa Ortíz (VF : Nathalie Estrada) : Alejandra Vázquez
- Pedro Martín Gurza (VF : Eric Da Silva) : Ruiz †
- Diego Escalona : Ángel Contreras †
- Juan Pablo de Santiago (VF : Jerome Prigent) : Pablo †
- Cuauhtli Jiménez : Nando †
- Johan Martínez (VF : Thomas Alonso) : Alex
- Rafael Ernesto (VF : Tangi Colombel) : Sebastián Céspedes "Fils d'Alejandro Céspedes" †
- Christian Ramos : (VF : Ginikgo Reinard) : Cisco
- Leandro Lima (VF : Olivier Valiente) : Thiago †
- Francisco Rubio (VF : Xavier Chavarl) : Andrés Roldán
- Matías Novoa : Amado Casillas « El Águila Azul »

## Diffusion internationale
- Telemundo
- Caracol TV
- Canal 5
- SNT
- Gala TV
- Nova canal TV
- ATV canal 9
- Arutz Viva
- Televen
- Réseau Outre-Mer première
- France Ô
- Dubai one
- TVN (2017) sous le titre Altagracia
- Novelas TV

## Autres versions

### Films
- Doña Barbara (1943)
- Doña Barbara (1998)

### Telenovelas
- Doña Barbara (1967, Venevisión)
- Doña Barbara (1975, RCTV)
- Doña Barbara (2008, R.T.I. Producciones - Telemundo)